# Steven Saylor
Steven Saylor (Port Lavaca, Texas, 1956. március 23. –) amerikai író. A legismertebb munkái az ókori Róma életébe bevezető, Gordianus, a Nyomozó életútját és ügyeit feldolgozó regényei.

## Élete

### Korai évek
Saylor a Texasi Egyetemen (Austin) 1978-ban történelemből és ókortudományból szerzett diplomát. Pályaválasztása tekintetében meghatározónak tartja az 1960-as években készült történelmi kalandfilmeket: a Spartacus, a Kleopátra és a Ben Hur maradandó nyomot hagytak életében. "Sosem akartam kutató vagy akadémikus lenni. A kötelező tanulás alól kibújó, és csak saját érdeklődésének hódoló diákok mintapéldányaként mindig is regényíró szerettem volna lenni, mondhatni gyerekkoromtól." – vallja saját magáról.
Tanulmányai során vált véglegesen nyilvánvalóvá számára, hogy saját neméhez vonzódik és itt találkozott Richard Solomonnal, akivel 1991-ben bejegyzett élettársi kapcsolatot kötött.
Történelmi regényei előtt (Aaron Travis) álnéven számos erotikus novellát és kisregényt jelentetett meg. Első könyve az 1979-es All-Stud, ezt követően az 1980-as években San Franciscoban a Drummer című homo-erotikus magazin szerkesztőjeként tevékenykedett.

### Gordianus születése
1991-ben jelent meg az első ókori Rómával foglalkozó regénye, melynek központi alakja Gordianus, a Nyomozó. "A könyvsorozat első kötetének ötlete az első római utazásom során született meg, amelyre csak elég későn, 29 éves koromban került sor. A tömegkultúra megszállott fogyasztójaként ért első benyomás meghatározó volt, csak romokat láttam, de ez önmagában lenyűgözött. Amikor hazaértem az Egyesült Államokba, úgy éreztem, mintha gondolatban Rómában maradtam volna. Sokat gondolkodtam, hogy milyen könyveket írjak, és szép lassan a krimi irányába sodródtam, amelyet az ókori Rómával társítva egy eleddig ismeretlen műfajt hoztam létre"" – nyilatkozta a Római vér című kötet hátteréről. Ugyanakkor maga a névválasztás sem lehetett a véletlen műve, minden bizonnyal hatást gyakorolt rá a "gordiuszi csomó" (angolul: Gordian knot).
A római kori „Poirot-történet” nem várt sikere immár tizenkét kötet megszületéséhez vezetett (saját elnevezése alapján ez a Roma Sub Rosa-sorozat). Saylor a detektívtörténeteket ötvözi a történelmi regénnyel, miközben a hangsúly érezhetően a történelmi korszak-leíráson van. A sorozat mindvégig valós történelmi személyekhez, politikai intrikákhoz, bírósági ügyekhez, ókori botrányokhoz kapcsolódik. Motivációját Saylor azzal írta le, hogy: „E rengeteg híres történelmi alak egyike sem ágyban, párnák közt lehelte ki lelkét. Úgymond, a nyeregben haltak meg. És büszkék lettek volna erre. A történelmi feljegyzések nem megszokott, átlagos emberekről szólnak. Hanem Caesarról, Pompeiusról, Kleopátráról, olyan emberekről, akiket manapság elmegyógyintézetbe zárnának. Esetleg Bill Gates, vagy Hannibal Lecter válna belőlük – nem tudom, melyik. Ezek az emberek teljesen énközpontú, már-már mániákus életet éltek. Fogalmam sincs, hogyan sikerült nekik. Ezzel szemben az átlagember valahogy eltűnik a történelemben, nehéz rájuk akadni, megtudni, milyenek voltak valójában, miféle értékrend szerint éltek.” Éppen emiatt Saylor elképzeléseitől nem áll messze egy egész "nyomozó-dinasztia" sorsának nyomon követése Róma különböző korszakaiban.

#### Díjak
A Gordianus főszereplésével játszódó Roma Sub Rosa-regények számos díjat elnyertek, így többek között a Lambda Irodalmi-díjat, az Amerikai Krimiírók Ellis Peters Történelmi Tőr-díját, a Történelmi Bűnügyi Regény Kedvelők Társaságának Hérodotosz-díját és a Krimiírók Nemzetközi Szövetségének Hammett-díját.

#### Sikerek
Noha saját bevallása szerint alig beszél latinul és a forrásokat is csak angol fordításban ismeri, valamint annak ellenére, hogy nem méri fel könyveinek helyszíneit saját maga a terepen, történészi ismeretei és regényei sikerei nyomán felkérték a History Channel megbízásából készülő ókori Rómával foglalkozó sorozat (Ancient Rome: The Story of an Empire that ruled the World) szakértőjének 1998-ban. 2005-ben egy második sorozat munkáját is segítette (Criminal History: Ancient Rome).
Az elmúlt években Saylor több amerikai egyetem meghívott előadója volt, így nemcsak saját alma materén (Texasi Egyetem, Austin), de a houstoni Rice University-n, a University of Pennsylvania-n és a San Francisco State University-n is tartott rendhagyó történelemórákat. 2002 tavaszán pedig a Kaliforniai Egyetemen (Berkeley) ő tartotta meg az ókortörténeti tanszék diplomaosztó beszédét.

### Magyarországi látogatása
2007-ben Róma című könyvének magyar premierje kapcsán hazánkba is ellátogatott: "Budapest fantasztikus, lenyűgöző város. Különösen élveztem a látogatásomat Aquincum római romjai között. Tóthné Láng Orsolya archeológus külön körbevezetett, és ez rettentően inspiráló volt. Akármennyit is tudok a római világról, még mindig van mit tanulnom" – adta hírül saját honlapján.

## Regényei

### Roma Sub Rosa-sorozat
- Római vér (Roman Blood, 1991; magyar kiadás: 2003; Agave Könyvek ISBN 978-963-863-616-4)
- A végzet fegyvere (Arms Of Nemesis, 1992; magyar kiadás: 2004, Agave Könyvek ISBN 963-864-832-5)
- Catilina rejtélye (Catilina's Riddle, 1993; magyar kiadás: 2004, Agave Könyvek ISBN 963 711 8039)
- Venus kezében (The Venus Throw, 1995; magyar kiadás: 2005, Agave Könyvek ISBN 963-711-816-0)
- Gyilkosság a Via Appián (A Murder On The Appian Way, 1996; magyar kiadás: 2006, Agave Könyvek ISBN 963 711 8241)
- A Vesta-szüzek háza (The House Of The Vestals, 1997; magyar kiadás: 2006, Agave Könyvek ISBN 9789637 118609)
- Rubicon (Rubicon, 1999; magyar kiadás: 2006, Agave Könyvek ISBN 963 711 8306)
- Eltűnt Massiliában (Last Seen In Massilia, 2000; magyar kiadás: 2006, Agave Könyvek ISBN 963 711 8497)
- Próféciák köde (Mist Of Prophecies, 2002; magyar kiadás: 2007, Agave Könyvek ISBN 9789637118807)
- Caesar ítélete (The Judgment Of Caesar, 2004; magyar kiadás: 2008, Agave Könyvek ISBN 9789639868083)
- Egy gladiátor csak egyszer hal meg (A Gladiator Dies Only Once, 2005; magyar kiadás: 2008, Agave Könyvek ISBN 978-963-9868-24-3)
- Caesar diadala (The Triumph of Caesar, 2008; magyar kiadás: 2009, Agave Könyvek ISBN 978-963-9868-38-0)
- A hét csoda (The Seven Wonders, 2012; magyar kiadás: 2013, Agave Könyv ISBN 978-615-5272-04-2)

### Róma-sorozat
- Róma (Roma 2007, magyar kiadás: 2007, Agave Könyvek ISBN 978-963-711-863-0)
- Birodalom (Empire 2010, magyar kiadás: 2011, Agave Könyvek ISBN 978-61-5504-936-1)
- Dominus; ford. Heinisch Mónika; Agave Könyvek, Budapest, 2022

### További regényei
Aaron Travisként
- All-Stud (1979)
- Slaves of the Empire (1985)
- The Flesh Fables (1990)
- Beast of Burden (1993)
- Exposed (1993)
- Big Shots (1993)
- In the Blood (1995)
- Tag Team Studs: Wrestling Tales (1997), Clay Caldwellel közösen írta
- Jock Studs (1998), Clay Caldwellel közösen írta

Steven Saylorként
- A Twist at the End (2000)
- Honour the Dead (2000)
- Have You Seen Dawn? (2003)

## Magyarul
- Római vér; ford. Heinisch Mónika; Agave Könyvek, Budapest, 2003
- Catilina rejtélye; ford. Heinisch Mónika; Agave Könyvek, Budapest, 2004
- A végzet fegyvere; ford. Heinisch Mónika; Agave Könyvek, Budapest, 2004
- Gyilkosság a Via Appián; ford. Heinisch Mónika; Agave Könyvek, Budapest, 2005
- Venus kezében; ford. Heinisch Mónika, versford. Havasi Attila; Agave Könyvek, Budapest, 2005
- Rubicon; ford. Heinisch Mónika; Agave Könyvek, Budapest, 2006
- Eltűnt Massiliában; ford. Heinisch Mónika; Agave Könyvek, Budapest, 2006
- A Vesta-szüzek háza; ford. Heinisch Mónika; Agave Könyvek, Budapest, 2006
- Próféciák köde; ford. Heinisch Mónika; Agave Könyvek, Budapest, 2007
- Róma; ford. Heinisch Mónika; Agave Könyvek, Budapest, 2007
- Egy gladiátor csak egyszer hal meg. Gordianus, a nyomozó további megbízatásai; ford. Heinisch Mónika; Agave Könyvek, Budapest, 2008
- Ceasar ítélete; ford. Heinisch Mónika; Agave Könyvek, Budapest, 2008
- Caesar diadala : Gordianus, a nyomozó további megbízatásai; ford. Heinisch Mónika; Agave Könyvek, Budapest, 2009
- Birodalom. A császárkori Róma regénye; ford. Heinisch Mónika; Agave Könyvek, Budapest, 2011
- Gyilkosság a Via Appián; ford. Heinisch Mónika; Agave Könyvek, Budapest, 2011
- A hét csoda; ford. Heinisch Mónika; Agave Könyvek, Budapest, 2012
- A holtak méltósága; ford. F. Nagy Piroska; Agave Könyvek, Budapest, 2013
- A nílusi rablók; ford. Heinisch Mónika; Agave Könyvek, Budapest, 2014
- A fúriák haragja; ford. Heinisch Mónika; Agave Könyvek, Budapest, 2015
- Caesar trónja; ford. Heinisch Mónika; Agave Könyvek, Budapest, 2018
- Dominus; ford. Heinisch Mónika; Agave Könyvek, Budapest, 2022